# Red Hook Stores

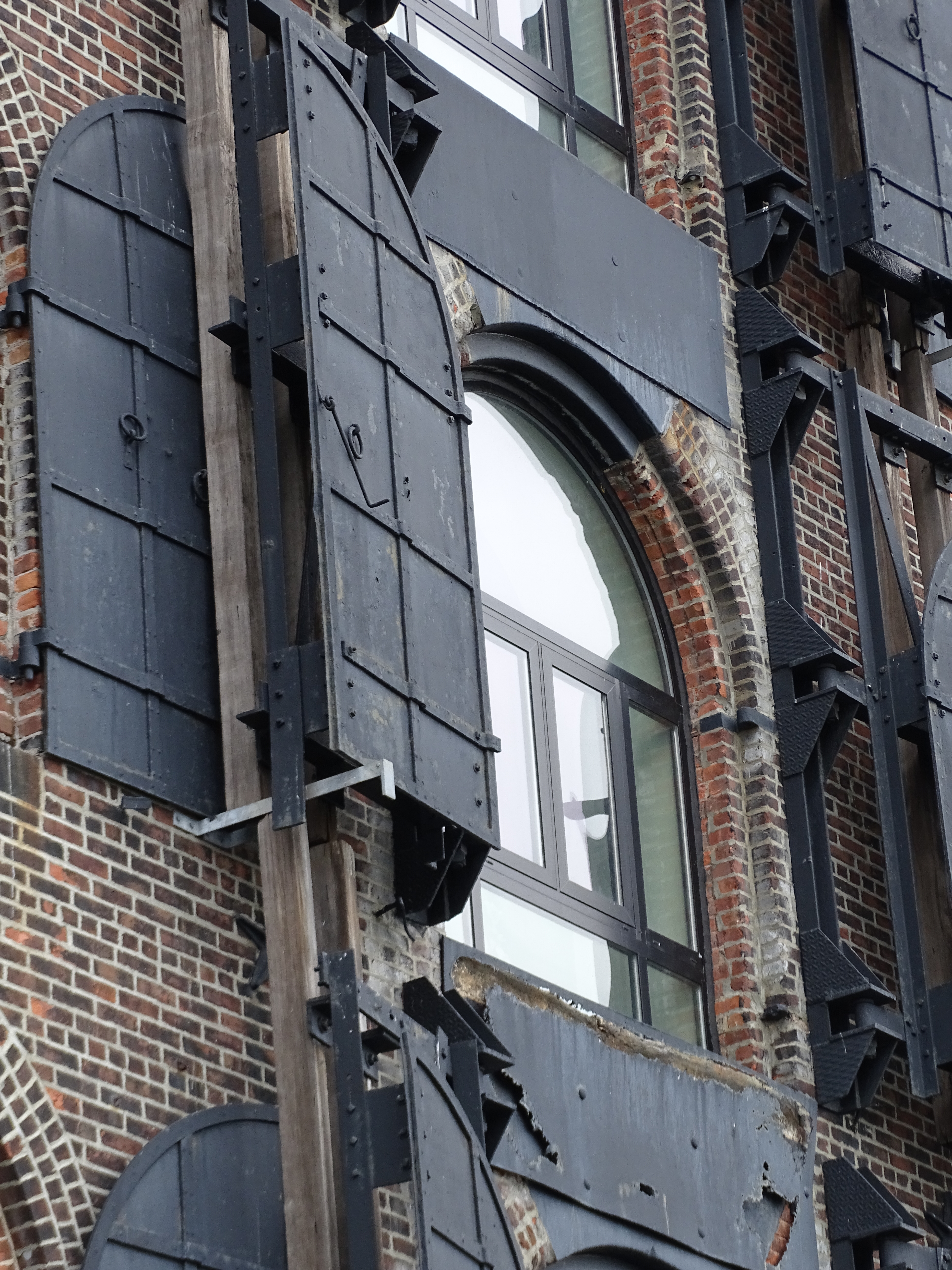
Fenster mit Fensterläden (Detail)

Red Hook Stores, deutsch Speicher von Red Hook, ist ein Teil eines ganzen Komplexes mehrerer großer Lagerhäuser im Red Hook, einem Stadtteil von Brooklyn (New York), das in den 1870er Jahren erbaut wurde. Es diente vor allem als Umschlagplatz zwischen den Baumwollfeldern im Süden und der Textilindustrie in den Nordstaaten New York und Neuengland. Die Blütezeit der Häfen und der Speicher dauerte von 1870 bis 1910/1920. Heute befinden sich eine Filiale einer Supermarktkette sowie Lofts in dem Gebäude.
Das heutige Gebäude der Red Hook Stores, das größte des gesamten Lagekomplexes, befindet sich auf der Adresse 480, Van Brunt Street. Das Gebäude wurde 1869 erbaut und hieß zuerst The W. Beard & Robinson Stores. Heute befinden sich hier eine Filiale des Supermarktes Fairway Market und mehrere Lofts.

## Hintergrund
Nachdem Eli Whitney 1793 die Baumwoll-Entkörnungsmaschine (Egreniermaschine) erfunden hatte, steigerte sich die Produktion von 200.000 auf 4 Millionen Ballen Baumwolle im Jahr 1860. Auch die Baumwollspinnereien in England bezogen aufgrund eines zeitweiligen Verbotes indischer Baumwolle 75 Prozent ihres Bedarfs aus amerikanischen Plantagen. Der Umfang und Anstieg des Handels mit Baumwolle konnten von den damals vergleichsweise kleinen Häfen in New York City nicht mehr bewältigt werden und man fand eine Alternative im Süden von Brooklyn, in Red Hook.

## Geschichte
Red Hook Stores wie auch Red Hook selbst ist mit dem Engagement des irischen Zuwanderers William Beard (1806–1886) eng verbunden. 1851 begann Beard mit dem Ausbau des Hafenbeckens bei Erie Basin, ab 1869 baute er dort dann die Lagerhäuser, die zuerst W. Beard & Robinson Stores genannt wurden. Sie wurden ab den frühen 1870er Jahren benutzt, zuerst zur Lagerung verschiedener Handelswaren wie Baumwolle, Zucker, Obst, Indigo, Kaffee, Pelze, Holz, Jute und anderer Produkte, ab Ende der 1870er Jahre jedoch nur noch zur Lagerung von Baumwolle. Red Hook Stores ist das größte von Beard gebaute Ziegelsteingebäude im Hafen Erie Basin, das sich schnell zum geschäftigsten Teil der Häfen von Brooklyn und New York City entwickelte.
Mit dem Aufschwung der Gewerkschaftsbewegung am Ende des 19. und Anfang des 20. Jahrhunderts wurden die Baumwollspinnereien mehr nach Süden verlagert, wo die Lohnkosten niedriger waren. Außerdem entstand um diese Zeit Konkurrenz durch den billiger werdenden Straßenverkehr. Die Spinnereien in England bezogen ihre Baumwolle wieder aus Indien und Ägypten. Ab Anfang des 20. Jahrhunderts verloren die Hafen- und Speicheranlagen von Red Hook zunehmend an Bedeutung.

## Das Gebäude und die Architektur

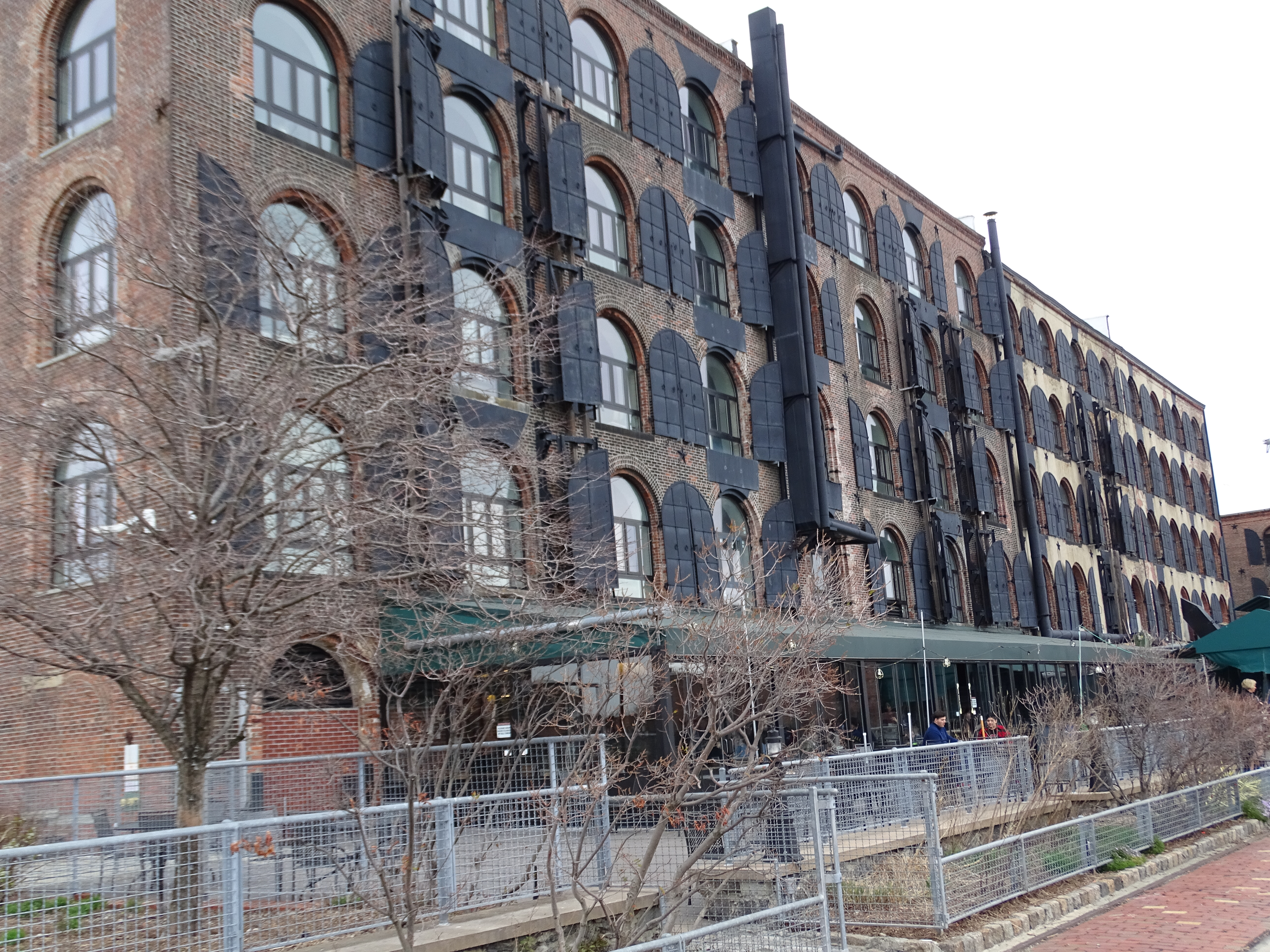
Rückwand des Hauptgebäudes

Die Fläche der einzelnen Etagen beträgt 40.900 sq feet d. h. etwa 3.800 m² (anderen Quellen zufolge sind es 52.000 sq feet d. h. rund 4.830 m²). Das vierstöckige Gebäude ist solide gebaut, um die Waren gut schützen zu können. Die Außenwände sind etwa 120 bis 150 cm dick, die tragenden Wände zwischen den einzelnen Abteilungen innen etwa 60 cm. Die großen Fenster, welche das Laden und Ausladen der Waren ermöglichten, können mit schweren Fensterläden aus Metall verschlossen werden.
In der Vergangenheit gab es drei große Brände der eingelagerten Baumwolle (1876, 1894, 1901), die massiven Wände konnten das völlige Abbrennen der Ware und die weitere Verbreitung des Feuers jedoch verhindern.
2006 wurde das Gebäude von den Eigentümern gründlich renoviert, die Kosten betrugen 25 Mio. US $. Die notwendigen Maßnahmen, mit denen man dann auch die Technik auf den modernsten Stand brachte, wurden dem Charakter des knapp 140 Jahre alten Gebäudes im Stil der Architektur der Bürgerkriegsära angepasst. Ebenfalls wurden Vorgaben und Ideen des Umweltschutzes beachtet: Das Gebäude verfügt über eine moderne Kraft-Wärme-Kopplungsanlage, welche bis zu 90 Prozent des Energiebedarfs decken kann. Zu einer weiteren Renovierung kam es 2012/2013 nach Hurrikan Sandy, der etliche Schäden anrichtete und vor allem das Erdgeschoss mit einer Sturm- und Springflut bis zu anderthalb Meter überflutet hatte.

## Red Hook Stores heute

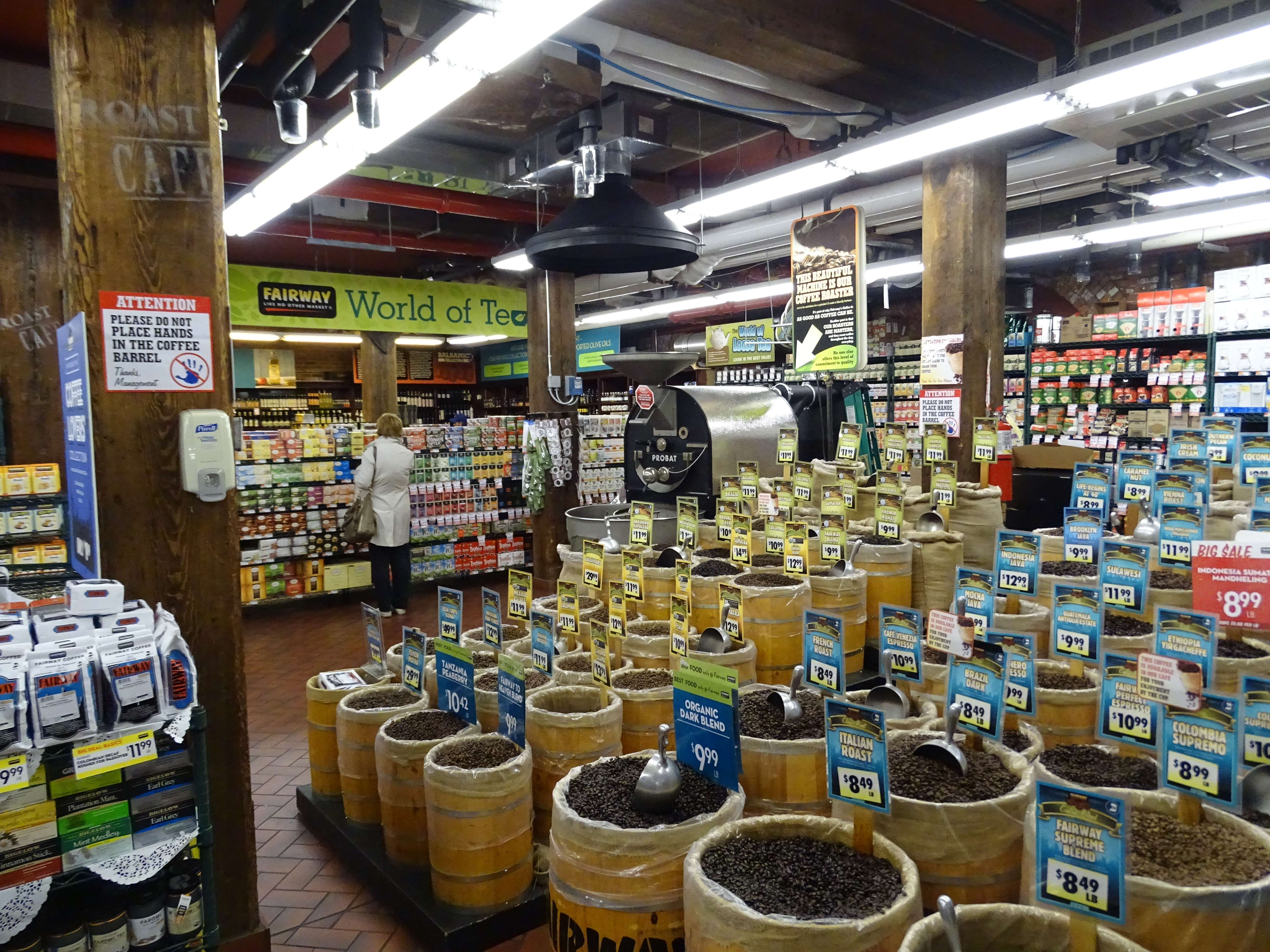
Supermarket Fairway, Innenansicht

In den oberen drei Etagen befinden sich nach der Renovierung von 2006 Appartements und Lofts, Arbeitsräume sowie Künstlerateliers. Das Erdgeschoss mit der darüber liegenden Etage wurde an die Supermarktkette Fairway Market vermietet, die 2006 dort eine Filiale eröffnete und sich bald zu einem beliebten Einkaufszentrum von Brooklyn entwickelte, das auch von vielen Besuchern aus Manhattan frequentiert wird.

### Trivia
Eine komfortable und vor allem billige Verbindung von Manhattan besorgt seit der Eröffnung von Ikea ein als „Ikea express shuttle“ oder „Ikea taxi“ bekanntes Wassertaxi der Gesellschaft New York Water Taxi, das zwischen Südmanhattan und dem Ikea-Pier in Red Hook verkehrt und einen Halt am Pier vor dem Red-Hook-Stores-Gebäude macht.